# Gare de Wabowden
La  gare de Wabowden à Wabowden est desservie par Via Rail Canada. C'est une gare sans personnel. Il y a 3 trains par semaine, dans chaque direction.

## Service des voyageurs

### Desserte

Installations en hiver
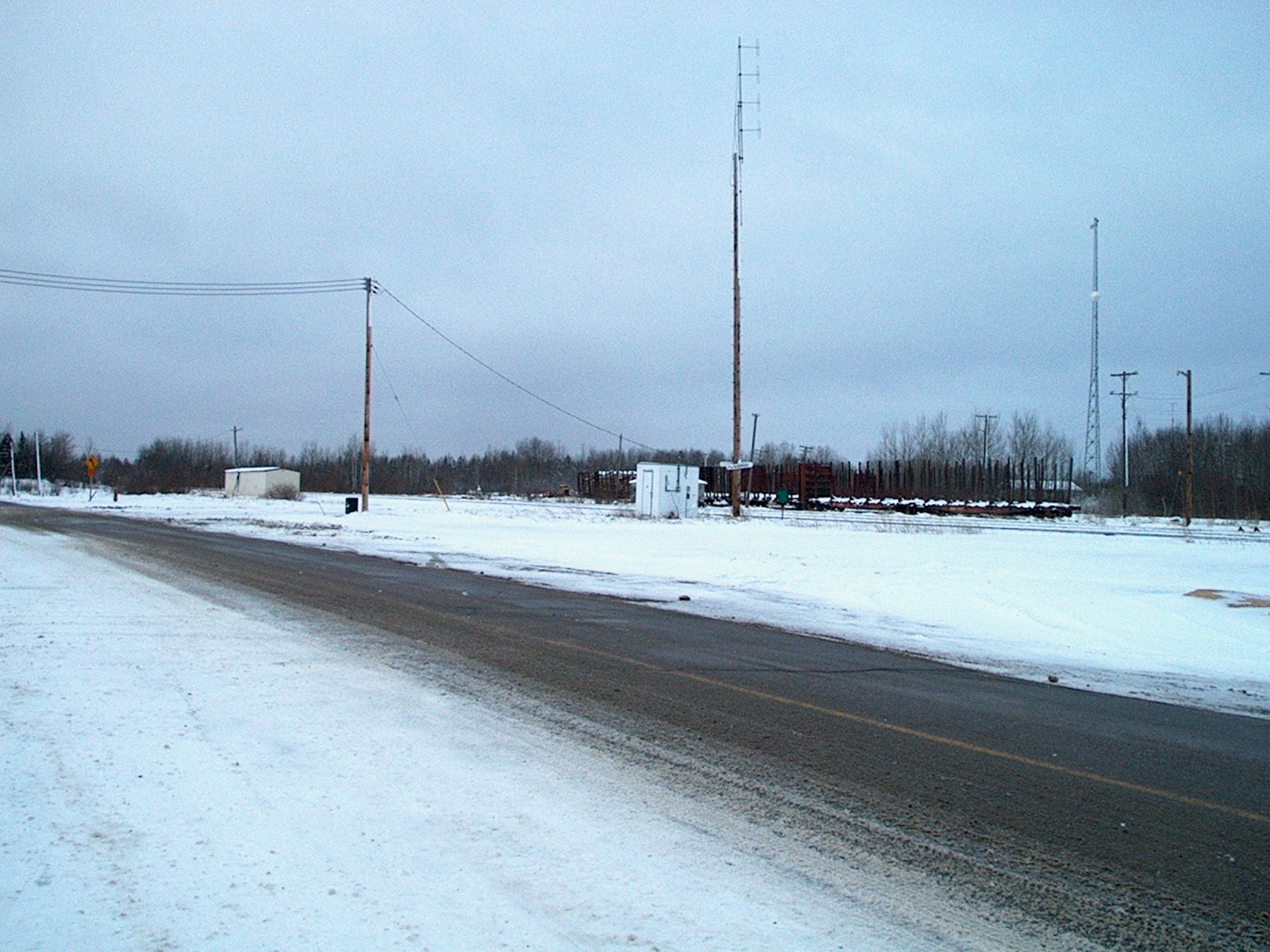
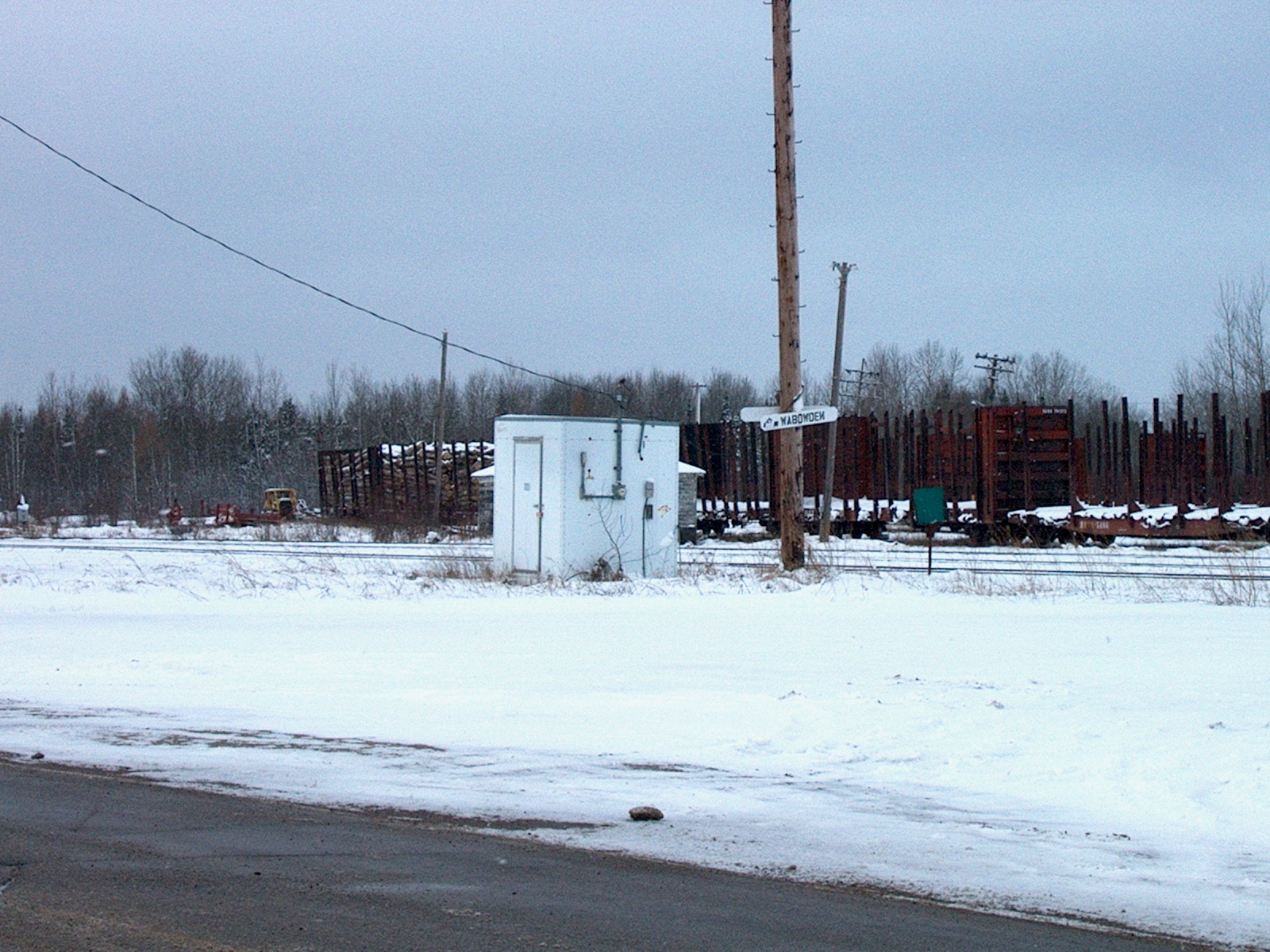